# CAD/CAM стоматологија
CAD/CAM у стоматологији представља процес којим се од готових керамичких блокова, процесом финог глодања, добијају готове зубне надокнаде. CAD/CAM је скраћеница од енглеских речи computer-aided design/computer-aided manufacture, односно рачунарски подржан дизајн и рачунарски подржана израда инлеја, онлеја, круница и мостова. Развој те технологије ишао је од машинско копирајућег глодања (енгл. copy milling) па све до потпуно рачунаром подржаних система, са великом базом форми зуба, који су омогућавали аутоматску израду круница и мостова.
Данас постоји неколико ових система: Cerec, Cercon, Celay, Lava, Everest и сл. Сматра се да ће они у будућности имати много већу примену у изради фиксних надокнада. Најстарији CAD/CAM систем је Cerec system, који се појавио 1980. године, а од тада се овај систем развијао и излазило је неколико верзија. Нове верзије у односу на претходне системе садрже различита побољшања: новији софтвер, употреба керамике финије гранулације која доводи до мање абразије природних зуба, већи избор нијанси префабрикованих керамичких блокова као и употреба електричне турбине која омогућава бољу контролу и већу прецизност обраде керамике. 